# Geoffrey Kirui
Geoffrey Kipkorir Kirui (* 16. Februar 1993) ist ein kenianischer Langstreckenläufer.

## Werdegang
Kirui hatte seinen ersten internationalen Erfolg bei den Juniorenafrikameisterschaften 2011 in Gaborone. Dort gewann er die Goldmedaille über 10.000 Meter. Im folgenden Jahr holte bei den Juniorenweltmeisterschaften in Barcelona die Bronzemedaille über 10.000 Meter. Bei den Crosslauf-Weltmeisterschaften 2013 in Bydgoszcz belegte er den 15. Platz. 2015 belegte er über 10.000 Meter den fünften Platz bei den Afrikaspielen in Brazzaville. Im Jahr 2017 gewann er den Boston-Marathon in 2:09:37 h und bei den Weltmeisterschaften in London die Goldmedaille im Marathon in 2:08:27 h. Beim Boston-Marathon 2018 konnte er seinen Titel nicht verteidigen und belegte den zweiten Platz. Im selben Jahr wurde er beim Chicago-Marathon in 2:06:45 h Sechster.

## Persönliche Bestleistungen
- 3000 m: 7:42,26 min, 10. Mai 2013 in Doha
- 5000 m: 13:16,68 min, 1. Juni 2013 in Eugene
- 10.000 m: 26:55,73 min, 16. September 2011 in Brüssel
- Halbmarathon: 59:38 min, 29. November 2015 in Neu-Delhi
- Marathonlauf: 2:06:27 h, 16. Oktober 2016 in Amsterdam